# Abdinur Mohamud
Abdinur Mohamud (13 settembre 1997) è un calciatore somalo, centrocampista dell'Horseed.

## Carriera
Ha esordito in Nazionale il 12 novembre 2011 all'età di soli 14 anni in una partita di qualificazione ai Mondiali del 2014 contro l'Etiopia, il che ne fa un record per quanto riguarda le nazionali di calcio. Dal 2013 al 2014 ha giocato nel Jeenyo Utd.